# Свербіжниця Китайбеля
{{#ifeq:0|0|{{#if:Knautia kitaibelii|{{#if:|[[]}}|[[]]}}}}
Свербіжниця Китайбеля (Knautia kitaibelii) — вид квіткових рослин родини жимолостевих (Caprifoliaceae).

## Біоморфологічна характеристика
Це багаторічна рослина. Стебло пряме, (30)50–110(160) см заввишки. Нижні міжвузля здебільшого лише рідко щетинисті. Приземні листки цілокраї, на ніжках, з еліптичною або яйцюватою пластиною, до 35 см завдовжки. Стеблові листки волосаті, зазвичай перисто-розрізані. Голови 2.5–4.5 см в діаметрі. Зубців чашечки (7)8(10). Віночки від жовтувато-білого до світло-жовтого забарвлення, сухі — жовті. Плоди без плодоніжки (3.8)4.4–5.2(6.5) мм завдовжки.

## Поширення
Австрія, Чехія, Словаччина, Німеччина, Угорщина, Польща, Україна, Румунія.
В Україні вид росте на вапнякових схилах — у Карпатах, рідко